# Roy Ingram
Reginald William Thomas „Roy” Ingram (ur. 19 listopada 1900 w Belfaście, zm. 1972) – południowoafrykański bokser wagi półśredniej, olimpijczyk.
Brał udział w boksie (w wadze półśredniej) na letnich igrzyskach olimpijskich w 1920, które odbyły się w Antwerpii, zajmując 9. miejsce oraz na letnich igrzyskach olimpijskich w 1924 w Paryżu, gdzie zajął 5. miejsce.